# بريت هيلم
بريت هيلم (بالإنجليزية: Brett Helm)‏ هو كبير الإداريين التنفيذيين أمريكي، ولد في 8 مايو 1962 في كانساس سيتي في الولايات المتحدة.